# Scolitantides battus
Scolitantides battus är en fjärilsart som beskrevs av Michael Denis och Ignaz Schiffermüller 1776. Scolitantides battus ingår i släktet Scolitantides och familjen juvelvingar. Inga underarter finns listade.